# Département de Valle Grande
Le département de Valle Grande est une des 16 subdivisions de la province de Jujuy, en Argentine. Son chef-lieu est la ville de Valle Grande.
Le département a une superficie de 962 km2. Sa population s'élevait à 2 386 habitants en 2001.

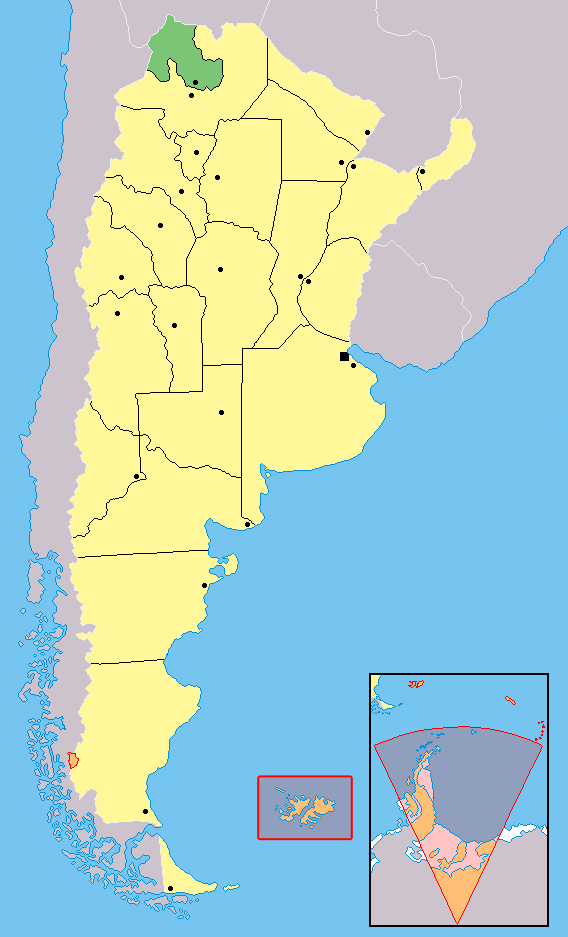
Localisation de la province de Jujuy en Argentine.